# Nguyễn Thị Thu Thủy (Bình Định)
Nguyễn Thị Thu Thủy (sinh ngày 7 tháng 8 năm 1976) là nữ Đại biểu Quốc hội nước Cộng hòa xã hội chủ nghĩa Việt Nam. Bà hiện là Tỉnh ủy viên, Bí thư Đảng đoàn, Bí thư Đảng ủy cơ quan Hội, Chủ tịch Hội Liên hiệp Phụ nữ tỉnh Bình Định, Đại biểu Quốc hội khóa XV từ Bình Định.
Nguyễn Thị Thu Thủy là đảng viên Đảng Cộng sản Việt Nam, học vị Thạc sĩ Luật quốc tế, Thạc sĩ Luật kinh doanh toàn cầu, Cao cấp lý luận chính trị. Bà có sự nghiệp đều công tác ở Hội Liên hiệp Phụ nữ tỉnh Bình Định.

## Xuất thân và giáo dục
Nguyễn Thị Thu Thủy sinh ngày 7 tháng 8 năm 1976 tại xã Hoài Châu Bắc, huyện Hoài Nhơn, nay là thị xã thuộc tỉnh Bình Định. Bà lớn lên và tốt nghiệp phổ thông ở Hoài Nhơn, theo học đại học Thành phố Hồ Chí Minh, tốt nghiệp Cử nhân Luật, sau đó học ngoại ngữ tại Trung tâm SET giai đoạn tháng 2–8 năm 2008, sang Úc học tiếng Anh và cao học luật tại Đại học La Trobe, nhận song bằng thạc sĩ gồm Thạc sĩ Luật quốc tế và Thạc sĩ Luật kinh doanh toàn cầu. Bà được kết nạp Đảng Cộng sản Việt Nam vào ngày 22 tháng 1 năm 2009, trở thành đảng viên chính thức sau đó 1 năm, từng theo học các khóa chính trị ở Học viện Chính trị Quốc gia Hồ Chí Minh và tốt nghiệp Cao cấp lý luận chính trị.

## Sự nghiệp
Tháng 12 năm 2002, sau khi tốt nghiệp đại học và cao học, Nguyễn Thị Thu Thủy trở về Bình Định, làm việc tại Công ty Dâu tằm tơ II Bình Định – một doanh nghiệp nhà nước do Cục Thuế tỉnh Bình Định quản lý. Đến tháng 4 năm 2005, bà được tuyển dụng công chức vào Ủy ban nhân dân tỉnh Bình Định, điều về Hội Liên hiệp Phụ nữ tỉnh Bình Định, bổ nhiệm làm Chuyên viên Ban Văn phòng của hội. Từ năm 2008, bà học ngoại ngữ, đi du học Úc 4 năm rồi trở về vào tháng 3 năm 2012, được bổ nhiệm làm Chuyên viên Ban Chính sách – Luật pháp của Hội Liên hiệp Phụ nữ tỉnh. Vào tháng 2 năm 2013, bà nhậm chức làm Phó Trưởng ban Chính sách – Luật pháp, rồi thăng chức Trưởng ban vào tháng 12 năm 2014. Vào tháng 8 năm 2015, bà được chỉ định làm Ủy viên Đảng đoàn Hội, Bí thư Chi bộ, Phó Chủ tịch thường trực Hội Liên hiệp Phụ nữ tỉnh, kiêm nhiệm Chủ tịch Công đoàn cơ quan Hội. Bà cũng trúng cử Ủy viên Ban Chấp hành Công đoàn Viên chức tỉnh, Đại biểu Hội đồng nhân dân tỉnh nhiệm kỳ 2016–2021.
Tháng 9 năm 2019, Nguyễn Thi Thu Thủy được bầu làm Chủ tịch Hội Liên hiệp Phụ nữ tỉnh Bình Định, là Bí thư Đảng đoàn, Bí thư Đảng ủy cơ quan Hội, được bầu bổ sung vào Ban Chấp hành Đảng bộ tỉnh, rồi tái đắc cử Tỉnh ủy viên tại Đại hội Đảng bộ tỉnh Bình Định lần thứ XX, nhiệm kỳ 2020–2025. Năm 2021, với sự giới thiệu của Ủy ban Mặt trận Tổ quốc tỉnh, bà tham gia ứng cử đại biểu Quốc hội từ Bình Định, bầu cử ở đơn vị bầu cử số 1 gồm thành phố Quy Nhơn, huyện Tuy Phước, Vân Canh, Tây Sơn, Vĩnh Thạnh, rồi trúng cử Đại biểu Quốc hội khóa XV với tỷ lệ 67,82%.